# Mèles
Mèles (francès Melles) és un municipi francès del departament de l'Alta Garona a la regió d'Occitània. En aquest municipi es van alliberar les osses Živa i Melba el 1996 i l'os Pyros el 1997, com a part del programa Life de la Unió Europea.